# Граново (Великопольське воєводство)
Граново (пол. Granowo, нім. Granowo, 1943-45: Granau) — село в Польщі, у гміні Граново Гродзиського повіту Великопольського воєводства.
Населення — 2620 осіб (2011).
У 1975-1998 роках село належало до Познанського воєводства.

## Демографія
Демографічна структура станом на 31 березня 2011 року:
|          | Загалом | Допрацездатний вік | Працездатний вік | Постпрацездатний вік |
| -------- | ------- | ------------------ | ---------------- | -------------------- |
| Чоловіки | 1334    | 317                | 912              | 105                  |
| Жінки    | 1286    | 266                | 806              | 214                  |
| Разом    | 2620    | 583                | 1718             | 319                  |